# 2016년 여자 야구 월드컵
2016년 여자 야구 월드컵(VII Women's Baseball World Cup)은 2016년 9월 대한민국의 부산광역시 기장군 기장-현대차 드림 볼파크에서 열린 일곱 번째 여자 야구 월드컵 대회로, 한국 야구의 명예의 전당 유치 기념으로 추진해 개최하게 되었다.
대한야구협회와 한국여자야구연맹 그리고 기장군이 공동 주최하였고 LG전자와 LG생활건강이 후원한 이 대회는 2016년 9월 3일 ~ 9월 11일(총 9일간)까지 부산광역시 기장군에 위치한 기장-현대차 드림 볼파크에서 이뤄졌다. 이 경기장은 현대자동차가 약 100억 원을 들여 지었다.

## 참가국
- 아메리카 (4): 캐나다, 쿠바, 미국, 베네수엘라
- 아시아 (6): 대만, 홍콩, 인도, 파키스탄[2], 일본, 대한민국(개최국)

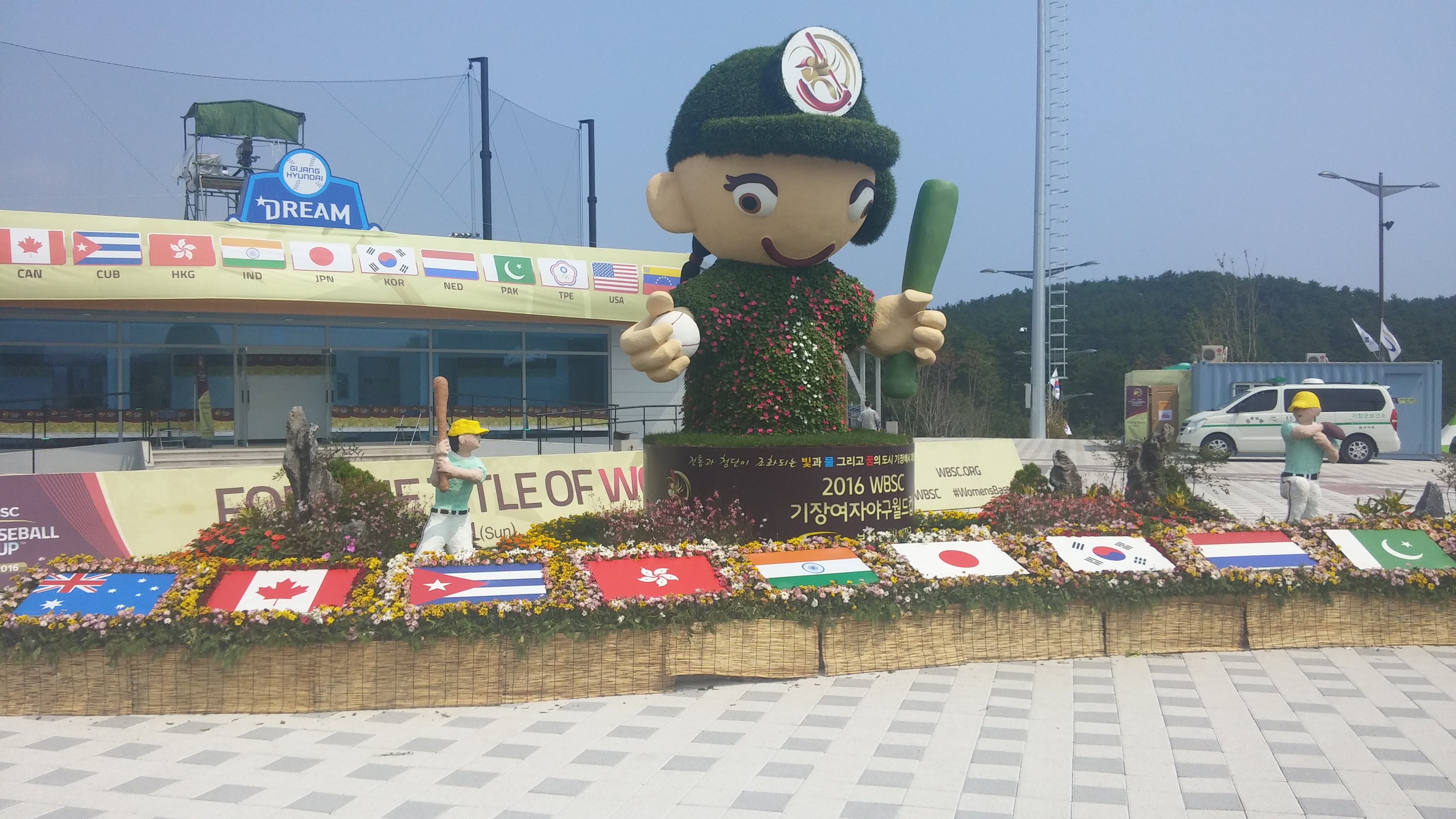
2016년 9월 9일 한국-캐나다 경기 후 촬영

- 유럽 (1): 네덜란드
- 오세아니아 (1): 오스트레일리아

## 대회 결과
| 순위 | 국가           | 승 | 패 |
| ---- | -------------- | -- | -- |
| 1    | 일본           | 8  | 0  |
| 2    | 캐나다         | 6  | 2  |
| 3    | 베네수엘라     | 6  | 2  |
| 4    | 중화 타이베이  | 3  | 5  |
| 5    | 오스트레일리아 | 3  | 4  |
| 6    | 대한민국       | 2  | 5  |
| 7    | 미국           | 6  | 1  |
| 8    | 쿠바           | 4  | 3  |
| 9    | 네덜란드       | 3  | 4  |
| 10   | 홍콩           | 2  | 5  |
| 11   | 인도           | 1  | 6  |
| 12   | 파키스탄       | 0  | 7  |

- 1~6위-슈퍼 라운드, 7~12위 콘솔레이션 라운드
- 결승전(일본-캐나다), 3-4위전 (베세수엘라-대만)결과 승패에 합산

| 2016년 여자 야구 월드컵 |
| ----------------------- |
| 일본 다섯 번째 우승     |

## 대회 전후 여러 일들
이번 대회는 전 경기 무료관람으로 진행되었으며, 기장군에서는 출퇴근 시간대를 제외하고 나머지 시간에 기장대로를 지나는 기장군 마을버스 노선을 경기가 열리는 기장-현대 드림 볼파크를 경유하도록 하였고, 기존 기장군민 체육센터 셔틀버스를 야구장까지 연장운행, 경기장 인근, 좌천 삼거리에서 야구장까지 임시 셔틀을 운행하는 등, 관중 동원에 정성을 다하였고, 각 나라별로 응원단을 조직하여 대회 열기를 고조시키는 등, 이번대회에서 기장군의 역할은 엄청났다.
하지만 이번 대회 대한민국 대표팀의 명단의 절반 정도가 야구인 소프트볼 대표선수들로 구성되어 여자 야구인들의 대회 보이콧 선언이 있었다. 그럼에도 불구하고 여자 야구 대표팀에 뽑힌 소프트볼 선수들과 기존 여자야구 선수들은 이 대회에서 소프트볼이 아닌 야구를 하면서 최선을 다하였고, 6위라는 성적을 거둘 수 있었다.